# Bohoduchiwka
Bohoduchiwka (ukr. Богодухівка) – wieś na Ukrainie, w obwodzie czerkaskim, w rejonie złotonoskim, w hromadzie Czornobaj. W 2001 liczyła 2521 mieszkańców, spośród których 2442 wskazało jako ojczysty język ukraiński, 63 rosyjski, 3 białoruski, a 13 ormiański.